# Vincent Kartheiser

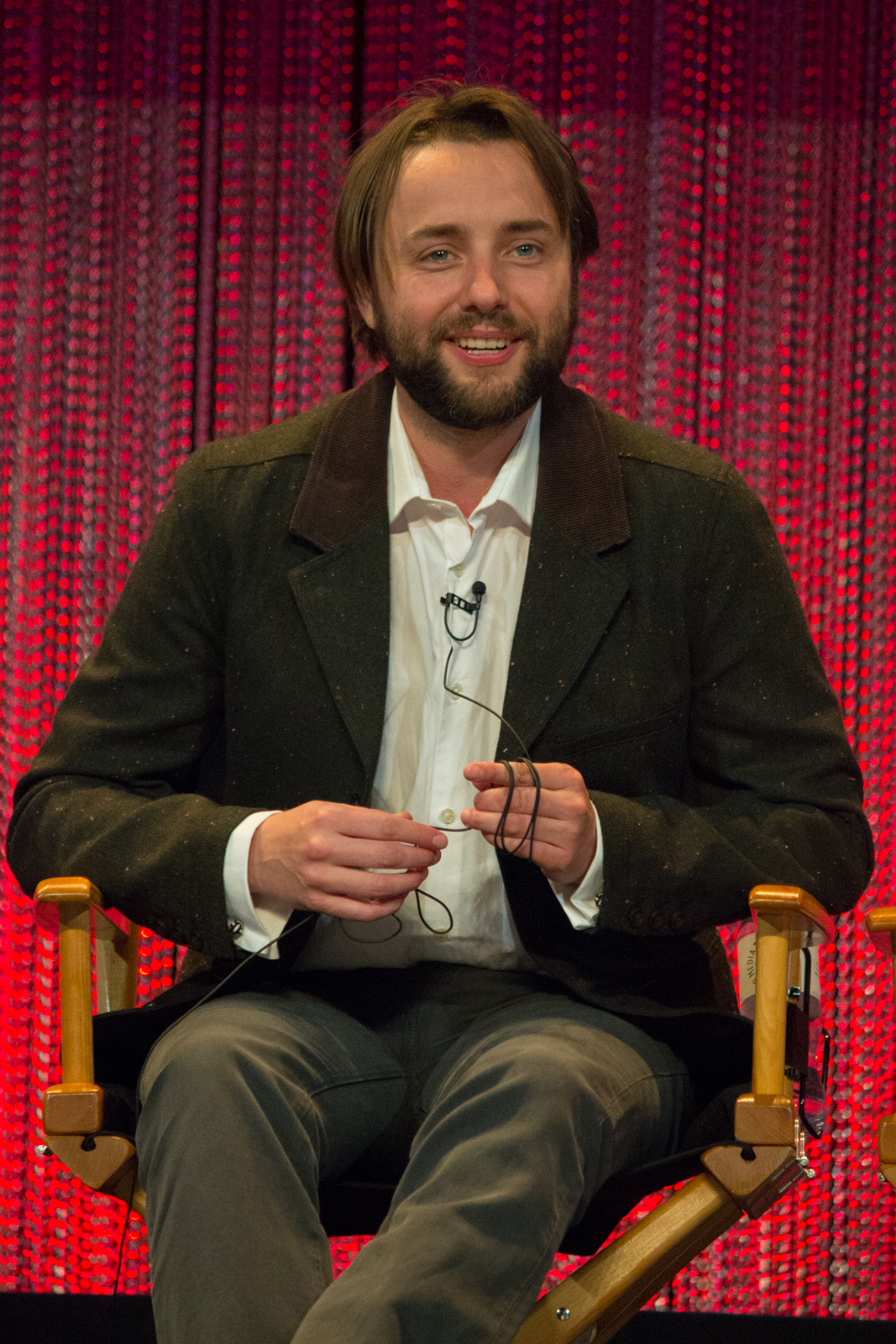
Vincent Kartheiser (2014)

Vincent Paul Kartheiser (* 5. Mai 1979 in Minneapolis, Minnesota) ist ein US-amerikanischer Filmschauspieler.

## Leben
Der nach Vincent van Gogh benannte Kartheiser ist Absolvent der UCLA, an der er unter anderem Geschichte studierte. Als Schauspieler wirkte er sowohl in Filmkomödien und Dramen als auch in Psychothrillern und Actionfilmen mit. Seine bekanntesten Rollen hatte er in den Fernsehserien Angel – Jäger der Finsternis als Connor und in Mad Men als Pete Campbell.
2013 verlobte sich Kartheiser mit Alexis Bledel. Die Hochzeit fand im Juni 2014 in Kalifornien statt. 2015 bekamen sie einen Sohn. Im August 2022 reichte Kartheiser die Scheidung ein.

## Filmografie (Auswahl)
- 1993: Real Love (Untamed Heart)
- 1994: Ein himmlischer Irrtum (Heaven Sent)
- 1994: Little Big Boss (Little Big League)
- 1995: Der Indianer im Küchenschrank (The Indian in the Cupboard)
- 1996: Alaska – Die Spur des Polarbären (Alaska)
- 1997: Ein neuer Tag im Paradies (Another Day in Paradise)
- 1997: Masterminds – Das Duell (Masterminds)
- 1998: Another Day in Paradise
- 1998: Strike – Mädchen an die Macht! (Strike!)
- 1999: Emergency Room – Die Notaufnahme (ER) (Fernsehserie, Folge 6x05)
- 2000: Ricky 6
- 2000: Mörderische Verführung (Crime and Punishment in Suburbia)
- 2000: Lethal Mistake – Bis zum letzten Atemzug (Preston Tylk)
- 2000: Lucky Town (Luckytown)
- 2001: The Unsaid – Lautlose Schreie (The Unsaid)
- 2002–2004: Angel – Jäger der Finsternis
- 2004: Dandelion – Eine Liebe in Idaho (Dandelion)
- 2005: Shakespeare’s Sonnets (Kurzfilm)
- 2006: Alpha Dog – Tödliche Freundschaften (Alpha Dog)
- 2006: Waning Moon (Kurzfilm)
- 2007–2015: Mad Men (Fernsehserie)
- 2007: Killing Zelda Sparks
- 2010: Elektra Luxx
- 2010: Money (Fernseh-Zweiteiler)
- 2011: Rango
- 2011: In Time – Deine Zeit läuft ab (In Time)
- 2013–2015: High School USA (Fernsehserie)
- 2013: Beach Pillows
- 2014: Red Knot
- 2015: Day Out of Days
- 2017: Amerikas meistgehasste Frau (The Most Hated Woman In America)
- 2017: My Friend Dahmer
- 2018, 2020: Das Boot (Fernsehserie, 5 Folgen)
- 2019: The OA (Fernsehserie, 4 Folgen)
- 2019–2020 Law & Order: Special Victims Unit (Fernsehserie, 2 Folgen)
- 2020: Das Dilemma mit den sozialen Medien (The Social Dilemma)
- 2021: Ultrasound
- 2021: Titans (Fernsehserie)

## Auszeichnung
- Kartheiser war 1997 für seine Darstellung in „Alaska – Die Spur des Polarbären“ für den Young Artist Award nominiert.